# Liste der Bodendenkmäler in Burgpreppach
Auf dieser Seite sind die Bodendenkmäler in dem unterfränkischen Markt Burgpreppach zusammengestellt. Diese Tabelle ist eine Teilliste der Liste der Bodendenkmäler in Bayern. Grundlage ist die Bayerische Denkmalliste, die auf Basis des Bayerischen Denkmalschutzgesetzes vom 1. Oktober 1973 erstmals erstellt wurde und seither durch das Bayerische Landesamt für Denkmalpflege geführt wird. Die folgenden Angaben ersetzen nicht die rechtsverbindliche Auskunft der Denkmalschutzbehörde.

Wappen von Burgpreppach

Diese Liste gibt den Fortschreibungsstand vom 3. Juli 2018 wieder und enthält zwölf Bodendenkmäler.

## Bodendenkmäler nach Gemarkung

### Birkach
| Lage                  | Objekt | Akten-Nr.     | Bild |
| --------------------- | --- | ------------- | ---- |
| Birkach 21 (Standort) | Untertägige Bauteile der spätmittelalterlichen Simultankirche St. Philipp und Jakob (Baudenkmal D-6-74-121-6)von Birkach sowie Körpergräber des Mittelalters und der frühen Neuzeit | D-6-5829-0062 |      |

### Burgpreppach
| Lage                              | Objekt | Akten-Nr.     | Bild |
| --------------------------------- | --- | ------------- | ---- |
| Hauptstraße 18 1/2 (Standort)     | Fundamente und Reste des Wassergrabens der abgegangenen spätmittelalterlichen Burganlage sowie untertägige Teile des frühneuzeitlichen Schlosses von Burgpreppach (Baudenkmal D-6-74-121-2) | D-6-5829-0058 |      |
| Bischwinder Weg 64 1/2 (Standort) | Untertägige Bauteile der frühneuzeitlichen evangelisch-lutherischen Pfarrkirche (Baudenkmal D-6-74-121-1) von Burgpreppach                                                                  | D-6-5829-0059 |      |

### Gemeinfeld
| Lage                     | Objekt | Akten-Nr.     | Bild |
| ------------------------ | --- | ------------- | ---- |
| Gemeinfeld 64 (Standort) | Fundamente von Vorgängerbauten und untertägige Bauteile der spätmittelalterlichen katholischen Pfarrkirche Mariä Geburt (Baudenkmal D-6-74-121-7) von Gemeinfeld sowie untertägige Bauteile der spätmittelalterlichen Kirchhofbefestigung mit vorgelagertem Graben | D-6-5829-0062 |      |

### Goßmannsdorfer Forst
| Lage                                                                                                  | Objekt                                                                                     | Akten-Nr.     | Bild |
| --- | ------------------------------------------------------------------------------------------ | ------------- | ---- |
| Kirchenrangen, auf der Wüstung Gerlachshof, Distrikt Schneckengrund, Abteilung Kirchrangen (Standort) | Mittelalterliche Wüstung (Gerlachshof); innerhalb dessen Baudenkmal D-6-74-121-50          | D-6-5829-0016 |      |
| Ruine Bramberg; Waldabteilung XIII 1 „Ruine“ (Standort)                                               | Untertägige Bauteile der mittelalterlichen Burgruine „Bramberg“ (Baudenkmal D-6-74-121-44) | D-6-5829-0042 |      |

### Leuzendorf i.UFr.
| Lage | Objekt | Akten-Nr.     | Bild |
| --- | --- | ------------- | ---- |
| Nördlich von Leuzendorf unter einem Wirtschaftsweg (Standort)                                                                  | Mittelalterliche Wüstung | D-6-5830-0002 |      |
| Unter einem Acker am Waldrand südlich von Leuzendorf (Standort)                                                                | Reihengräberfeld des frühen Mittelalters | D-6-5830-0003 |      |
| Leuzendorf 37 (Standort) | Untertägige Bauteile der frühneuzeitlichen katholischen Pfarrkirche St. Michael (Baudenkmal D-6-74-121-22) von Leuzendorf i.UFr                     | D-6-5830-0049 |      |
| Leuzendorf 31 (Standort) | Untertägige Teile und vermutlich mittelalterliche Vorgängerbauten des frühneuzeitlichen Schlosses (Baudenkmal D-6-74-121-23) von Leuzendorf i. UFr. | D-6-5830-0094 |      |
| Westnordwestlich von Römmelsdorf in einem Waldgebiet (liegt teilweise auch in der Gemarkung von Lohr, Pfarrweisach) (Standort) | Bestattungsplatz mit Grabhügeln vorgeschichtlicher Zeitstellung                                                                                     | D-6-5830-0102 |      |

### Ueschersdorf
| Lage       | Objekt | Akten-Nr.     | Bild |
| ---------- | --- | ------------- | ---- |
| (Standort) | Frühneuzeitliche Vorgängerbauten im Bereich der 1866 errichteten evangelisch-lutherischen Kirche von Ueschersdorf (Baudenkmal D-6-74-121-26) sowie vermutlich Körpergräber des Mittelalters und der Neuzeit | D-6-5829-0109 |      |